# Rutger Wijkander
Henning Rutger Wijkander, född den 8 oktober 1854 i Stockholm, död där den 16 februari 1912, var en svensk militär. Han var son till Theodor Wijkander.
Wijkander blev underlöjtnant vid Värmlands regemente 1873, vid Svea artilleriregemente 1874, löjtnant där 1877, vid Generalstaben 1881–1882 och 1883–1885, kapten där 1885 och i regementet 1888. Han var lärare vid Krigshögskolan 1886–1896, byråchefsassistent vid Arméförvaltningens artilleridepartement 1891–1898 och chef för Artilleri- och ingenjörhögskolan 1898–1904. Wijkander befordrades till major i armén 1896, i regementet 1898, i regementets reserv 1904, till överstelöjtnant i armén 1898 och till överste i armén 1904. Han beviljades avsked ur krigstjänsten 1911. Wijkander blev verkställande direktör för aktiebolaget Stockholms bryggerier 1897 och ordförande i styrelsen för S:t Eriks bryggeriaktiebolag 1905. Han var styrelseledamot i Sveriges Industriförbund från dess stiftande 1910. Wijkander invaldes som ledamot av Krigsvetenskapsakademiens andra klass 1893. Han blev riddare av Svärdsorden 1894. Wijkander vilar på Norra begravningsplatsen utanför Stockholm.